# トレミフェン
トレミフェンクエン酸塩（Toremifene citrate）は経口選択的エストロゲン受容体調節薬（SERM）の一つであり、体内で抗エストロゲン作用を発揮する。日本では「閉経後乳癌」治療薬として1995年3月に承認された。米国では進行（転移性）乳癌治療薬として1997年5月に承認された:Approval History。前立腺癌治療薬としての効果も検討されている。商品名フェアストン。

## 禁忌
トレミフェンは下記の患者に禁忌である。
- 妊婦または妊娠している可能性のある婦人および授乳婦
- QT延長またはその既往歴のある患者（先天性QT延長症候群等）
- 低カリウム血症の患者
- クラスIA（キニジン、プロカインアミド等）またはクラスIII（アミオダロン、ソタロール等）の抗不整脈薬を投与中の患者

## 副作用
重大な副作用に挙げられているものは、脳梗塞、肺塞栓、血栓塞栓症、静脈炎、血栓性静脈炎、肝機能障害、黄疸、子宮筋腫である。
QT延長症候群を起こすおそれがある。

## 臨床開発
2007年、2本の第III相臨床試験が実施された。1本は進行性前立腺がんに対するアンドロゲン遮断療法（ADT）で生じる重篤な副作用（特に椎骨・脊椎骨折、一過性熱感、脂質異常症、女性化乳房）の治療に関する要となる試験であり、もう1本は前立腺癌のリスクの高い男性および悪性度の高い前立腺上皮内腫瘍（PIN）の前立腺癌予防薬としての重要な試験であった。
前立腺癌の予防効果については2010年5月、偽薬に対する優位性を示せなかった事が発表された。
アンドロゲン遮断療法中の骨折予防薬として2009年2月に米国で承認申請が受理されたが、同年10月にさらなる臨床データが必要であると判断され、第三相臨床試験をもう1本実施するよう指示された。